# Sancho Alfónsez
Sancho Alfónsez (1093-1108) was de enige zoon van koning Alfons VI van León. Hij stierf tijdens zijn vlucht na de Slag bij Uclés.

## Levensloop
Na de dood van zijn vrouw, koningin Constantia van Bourgondië, in 1093 had Alfons VI een relatie met een moslimprinses, Zaida van Sevilla, die in het kraambed stierf. Zij wordt beschouwd als de moeder van Sancho.
Op zijn veertiende werd Sancho erkend als troonopvolger. Sinds 1086 probeerden de Almoraviden, vanuit Noord-Afrika, Zuid-Spanje te heroveren. Tijdens een confrontatie ter hoogte van Uclés werden de Spaanse troepen verslagen. De vijftienjarige Sancho kon ternauwernood het slagveld ontvluchten, maar werd 20 km verder onderschept en omgebracht.
Alfons VI werd na zijn dood in 1109 opgevolgd door zijn dochter Urraca.